# Sanda Visočanska
Sanda Visočanska (geb. Ragozina, * 8. Dezember 1992) ist eine lettische Volleyball- und ehemalige Beachvolleyballspielerin. Sie ist fünffache lettische Meisterin in der Halle und zweifache Pokalsiegerin.

## Karriere

### Karriere Halle
2009 nahm die Außenangreiferin mit der lettischen U18 erfolglos an der Qualifikation zur Europameisterschaft dieser Altersklasse teil. 2013, 2015 und 2019 war die Teilnahme an den Vorausscheidungen für die EM der Erwachsenen ebenfalls nicht vom Erfolg gekrönt. Demgegenüber verlief die Vereinskarriere der Sportlerin mit guten und sehr guten Ergebnissen. So wurde sie mit VK Jelgava von 2014 bis 2016 drei Mal in Folge lettische Meisterin. Hinzu kamen der baltische Vizemeistertitel im ersten Jahr sowie zwei Halbfinalteilnahmen im Pokal ihres Heimatlandes in dieser Zeit. Nach dem Bronzerang in der Liga ein Jahr später sowie einem weiteren Einzug in die Vorschlussrunde des lettischen Pokals erreichte Sanda Ragozina mit ihrem neuen Verein SK Babite 2018 das Double. In der folgenden Saison standen nur ein sechster Platz in der Meisterschaft sowie eine erneute Semifinalteilnahme im Pokal zu Buche. Ein nächster Clubwechsel zu VK Gulbene brachte 2019 mit dem sechsten Rang in der höchsten lettischen Spielklasse ebenfalls nicht das gewünschte Resultat, sodass sich die Athletin entschloss, wieder für ihren Erstverein ans Netz zu gehen. Der Ertrag war der fünfte Meistertitel im ersten Jahr ihrer Rückkehr sowie der zweite Platz in der Meisterschaft und der zweite Pokalsieg eine Spielzeit später. 2023 reichte es für Sanda Visočanska, wie sie inzwischen hieß, mit dem Sportclub aus der Region Semgallen ein weiteres Mal zur Vizemeisterschaft und für die Runde der besten vier Teams im Pokal.

### Karriere Beach
Mit Krista Kraskura nahm Ragozina 2011 an den U20-Europameisterschaften im Sand teil und belegte mit ihrer Partnerin Rang siebzehn. Im selben Spieljahr erreichte sie bei den Titelkämpfen ihres Heimatlandes mit Sanda Liepiņlauska den Bronzerang. Mit deren Schwester Ilze lief es 2013 noch etwas besser. Die beiden standen im Finale des bedeutendsten nationalen Wettbewerbs Lettlands. Für das Beachpaar aus Nordosteuropa kam außerdem bei den Weltmeisterschaften der unter Dreiundzwanzigjährigen in der gleichen Spielzeit nach überstandener Gruppenphase erst in der zweiten Hauptrunde das Aus im Spiel gegen die späteren Goldmedaillengewinnerinnen Victoria Bieneck und Isabel Schneider.

## Auszeichnungen
- 2014: Beste Aufschlägerin baltische Liga
- 2015: Beste Aufschlägerin baltische Liga
- 2022: Wertvollste Spielerin des Monats Dezember in der baltischen Liga[3]